# Brunsville
Brunsville – miasto w Stanach Zjednoczonych, w stanie Iowa, w hrabstwie Plymouth. 

## Demografia
Zgodnie ze spisem statystycznym z 2000, miasto liczyło 146 mieszkańców. W 2023 liczba mieszkańców spadła do 129 osób, a gęstość zaludnienia do 215 osób/km².